# Neutrinosphère
En astrophysique, le terme de neutrinosphère désigne une configuration de matière dans laquelle des neutrinos sont piégés ou se propagent difficilement, et dont ils s'échappent par une surface sphérique. Le terme de neutrinosphère est directement inspiré de celui de photosphère, qui désigne la région de l'atmosphère d'une étoile d'où s'échappent les photons après que ceux-ci ont lentement diffusé depuis les régions plus centrales de l'astre.
Les neutrinos étant des particules interagissant très peu avec la matière, les neutrinosphères sont extrêmement rares et n'existent que lors d'événements où densité et température sont extrêmement élevées. En pratique, cela se produit dans deux contextes différents : lors de l'implosion d'une étoile massive dont le cœur atteint une densité supérieure à celle d'un noyau atomique — phénomène de supernova, plus précisément supernova à effondrement de cœur — et lors du Big Bang, l'époque dense et chaude dont est issu l'univers actuel.

## Supernovae
La fin de vie d'une étoile massive se traduit par le phénomène d'effondrement gravitationnel de son cœur, alors principalement composé de fer. À la suite de cet effondrement, une onde de choc disloque les couches externes de l'étoile, provoquant son explosion, phénomène appelé supernova. L'effondrement gravitationnel du cœur voit sa taille passer de quelques milliers de kilomètres à une dizaine de kilomètres seulement. L'énergie produite par un tel effondrement est principalement évacuée sous forme de neutrinos. Cependant, à la fin de l'effondrement, le cœur de l'étoile, dont la masse est de l'ordre d'une masse solaire, est comprimé jusqu'à des densités très élevées, comparables à celle de la matière nucléaire (c'est-à-dire de l'ordre de celle d'un noyau atomique). Les neutrinos produits lors de l'effondrement se trouvent alors piégés au sein de ce cœur très dense. Leur libre parcours moyen y est alors extrêmement faible, jusqu'à ce qu'il s'éloigne par diffusion de cette région, depuis laquelle ils peuvent se propager plus librement. La délimitation entre région interne opaque aux neutrinos et région externe qui leur est transparente forme la neutrinosphère.
La présence d'une neutrinosphère lors de l'effondrement du cœur d'une étoile massive fait que les neutrinos mettent un temps relativement long pour s'échapper de ce cœur, du fait qu'il leur faut le temps de diffuser jusqu'à la neutrinosphère avant de se propager à peu près librement hors de l'étoile puis dans le milieu interstellaire. Dans les faits, alors que le cœur de l'étoile a la taille typique d'une étoile à neutrons (soit environ un rayon de 10 km), les neutrinos mettent plusieurs secondes à s'en échapper. Cela a été vérifié explicitement lors de l'explosion de la supernova SN 1987A dans le Grand Nuage de Magellan (la seule supernova suffisamment proche pour que certains de ses neutrinos soient vus par des détecteurs terrestres), lors de laquelle les 20 neutrinos captés sont arrivés sur un intervalle de 12,4 secondes, immensément plus grand que le temps nécessaire à des particules se déplaçant à la vitesse de la lumière pour parcourir le diamètre du cœur de l'étoile (quelques dizaines de microsecondes). La présence de la neutrinosphère atténue aussi la puissance émise sous forme de neutrinos. Au lieu d'être de l'ordre de 1050 W,la puissance libérée par ces neutrinos est environ 100 000 fois plus faible, c'est-à-dire 1045 W. L'écart est principalement dû au rapport du temps de propagation des neutrinos piégés dans le cœur dense (quelques secondes) et de  celui de leur propagation libre à la vitesse de la lumière (quelques dizaines de microsecondes). Une autre cause de la puissance moindre est qu'une partie de l'énergie est cédée par les neutrinos au cœur de l'étoile pendant la période où ceux-ci sont piégés. Il n'en demeure pas moins que la puissance émise est immensément plus grande que celle rayonnée par le Soleil ou tout autre étoile ordinaire (cette puissance est de l'ordre de 4×1026 W, soit plus de 18 ordres de grandeur de moins !). Ceci s'explique d'une part par le fait que l'énergie est dissipée en un temps extrêmement bref comparé à celui de l'évolution stellaire (quelques secondes contre typiquement 10 milliards d'années, soit 3×1016 secondes) et d'autre part parce que l'énergie dissipée exprimée en termes de l'énergie de masse Mc2 est supérieure à celle produite par le cycle ordinaire de réactions nucléaires au sein d'une étoile (0,1 Mc2 pour l'effondrement du cœur contre 0,007 Mc2 pour la production d'hélium à partir d'hydrogène).

## Big Bang
Le Big Bang désigne l'époque dense et chaude qu'a connue l'univers il y a environ 13,7 milliards d'années. À mesure que l'on remonte vers le passé, l'univers était de plus en plus dense et de plus en plus chaud. Lorsque la température était supérieure à environ 1 MeV, soit environ 10 milliards de degrés, neutrinos, photons, électrons et positrons (l'antiparticule de l'électron, aussi abondante que celui-ci à cette époque) étaient en équilibre thermique du fait de leurs interactions électromagnétiques et nucléaire faible. Ces interactions incessantes font que les neutrinos ont un libre parcours moyen extrêmement faible. Par la suite, quand la température de l'Univers descend en dessous de 1 MeV, le taux d'interaction des neutrinos baisse très brutalement et ceux-ci se propagent librement jusqu'à maintenant. L'époque où les interactions cessent est naturellement appelée découplage des neutrinos. Ces neutrinos, qui forment le fond cosmologique de neutrinos, donnent des informations sur leur état au moment de ce découplage. Les neutrinos cosmologiques qui atteignent la Terre aujourd'hui proviennent donc d'une région de l'espace de forme sphérique centrée sur nous. Cette région, au-delà de laquelle on ne peut observer l'état neutronique de l'univers, est appelée neutrinosphère, par analogie à la configuration stellaire ci-dessus.
À noter que pour les photons issus de l'époque où l'univers est devenu transparent au rayonnement électromagnétique, qui forment le fond diffus cosmologique, la région d'où sont issus ceux que l'on détecte sur Terre n'est pas appelée photosphère mais surface de dernière diffusion.